# 와흘리사우루스

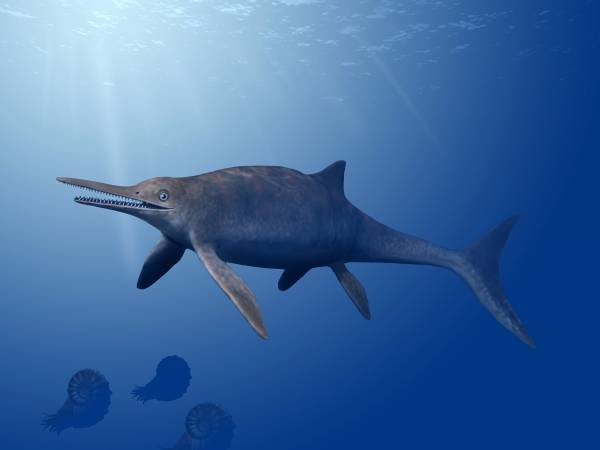

와흘리사우루스(학명:Wahlisaurus massare)는 어룡목 메리아모사우루스과에 속하는 어룡이다. 지금은 멸종된 종으로서 전체적인 몸길이가 4~8m인 거대한 어룡이다.

## 특징
와흘리사우루스(Wahlisaurus)는 가늘고 긴 코딱지와 같은 특징을 당시의 다른 렙토네이도스(유로노사우루스, 엑살리보사우루스 등을 가르킨다.)와 공유한다. 과식하는 정도는 엑살리보사우루스보다 적다. 와흘리사우루스의 어깨 거들에는 차이점이 있다. 코라코이드와 코라코이드와 스카풀라 사이의 접촉은 모두 포라멘을 가지고 있다. 주둥이가 상당히 길게 확장되었으며 주둥이의 양턱에는 총 25~30개의 이빨들이 자리잡고 있다. 발견된 표본과 역사로 보면 와흘리사우루스는 첫 번째 표본은 60년 이상을 레스터의 뉴워크 박물관에 있다가 2016년에 딘 로맥스에 의해 새로운 종으로 확인되어 기술되었다. 두 번째 표본은 1996년에 발견되었으며 2018년에 브리스톨 박물관과 미술관에 기증한 사이먼 카펜터의 개인 소장품에서 왈리사우루스로 확인됐다. LEICT G454.1951.5는 중생대 해양 파충류 전문가인 윌리엄 월과 주디 마사레 교수를 기리기 위해 명명되었다. 분류학적으로 보면 와흘리사우루스(Wahlisaurus)는 멸종된 렙톤텍티드 어시공룡의 속이다. 홀로타입은 1951년에 노팅엄셔의 스쿤토르페 머드스톤에서 발견되었고 2016년에 딘 로맥스가 묘사한 것이다. 유형종은 와흘리사우루스 마사레(Wahlisaurus massare)로 첫 번째 표본은 두개골과 불완전한 골격이며 두 번째 표본은 단일 코라코이드로 구성된 표본 2개가 발견됐다. 먹이로는 당대에 서식했던 물고기, 두족류, 갑각류를 주로 잡아먹고 살았을 육식성의 포식자로 추정되는 종이다.

## 생존시기와 서식지와 화석의 발견
와흘리사우루스가 생존했던 시기는 중생대의 쥐라기 초기로서 지금으로부터 2억년전~1억 8000만년전에 생존했던 종이다. 생존했던 시기에는 유럽을 중심으로 하는 북동부 대서양, 지중해, 북극해에서 주로 서식했던 어룡이다. 화석의 발견은 1951년에 유럽의 쥐라기에 형성된 지층에서 유럽의 고생물학자들에 처음으로 발견되었으며 이후인 2016년에 딘 로맥스가 현재의 이름으로 작명하여 새롭게 등재된 종이다.

## 같이 보기
- 파충류
- 중생대
- 쥐라기
- 어룡
- 화석